# Paul Dijkmans
Paul Dijkmans (Bladel, 16 juli 1991) is een Nederlandse keeper die twee seizoenen uitkwam in het profvoetbal. Hij speelde twee seizoenen voor FC Eindhoven. Na het seizoen 2011/12 keerde hij terug naar de amateurs en kwam uit voor de topklasser VV UNA. Dijkmans is afkomstig uit de jeugd van VV Bladella, maar koos in 2007 voor FC Eindhoven. 
Hij debuteerde vrijdag 4 september 2009 in de wedstrijd FC Oss – FC Eindhoven na een zware blessure van Hendriks, die uitviel in de 21ste minuut.
In 2019 is Dijkmans werkzaam bij Essentra Components.

## Carrière
| Seizoen | Club         | Wedstrijden | Doelpunten | Competitie     |
| ------- | ------------ | ----------- | ---------- | -------------- |
| 2009/10 | FC Eindhoven | 1           | 0          | Eerste divisie |
| 2010/11 | FC Eindhoven | 3           | 0          | Eerste divisie |
| Totaal  |              | 4           | 0          |                |